# Crossodactylus franciscanus
Crossodactylus franciscanus é uma espécie de anfíbio da família Hylodidae. Endêmica do Brasil, pode ser encontrada nos municípios de São Roque de Minas e Passos, no estado de Minas Gerais.

## Área de Ocorrência
Crossodactylus franciscanus é uma espécie endêmica do Brasil, encontrada exclusivamente no bioma Cerrado, no estado de Minas Gerais. Os registros conhecidos são limitados a dois eventos históricos: um em 1943, no município de Passos, e outro em 1981, no Parque Nacional da Serra da Canastra.

## População
Embora tenha sido descrita em 2015, os registros mais recentes da espécie datam de 1981. Apesar de diferentes pesquisadores terem amostrado a região nos últimos anos, a espécie não foi encontrada. Sendo de um grupo de fácil detecção, a ausência de avistamentos levanta preocupações sobre seu declínio. Dadas as circunstâncias, é possível supor que existam menos de 50 indivíduos maduros ou que a espécie esteja extinta.

## Ameaças
Devido ao pouco conhecimento que se tem sobre a espécie, não se sabe quais são as ameaças e os fatores que provocaram seu declínio.

## Estado de Conservação
O ICMBio categorizou a espécie como Criticamente em Perigo (CR) segundo o critério D, indicando que a espécie está possivelmente extinta (PEX).